# 中国国民党革命委员会陕西省委员会
中国国民党革命委员会陕西省委员会，简称民革陕西省委、陕西民革，是中国国民党革命委员会在陕西省的地方组织。